# Леон Флейшер
Леон Флейшер (англ. Leon Fleisher; 23 липня 1928, Сан-Франциско, Каліфорнія — 2 серпня 2020, Балтимор, Меріленд) — був американським класичним піаністом, диригентом і педагогом. Він був одним із найвідоміших піаністів і педагогів у світі. Музичний кореспондент Елайджа Хо назвав його "одним із найвишуканіших і найпрекрасніших музикантів, які народились у Сполучених Штатах".
Народившись у Сан-Франциско, Флейшер почав грати на фортепіано у віці чотирьох років, а в дев'ять років почав вчитися у Артура Шнабеля. Був особливо відомий своїми інтерпретаціями двох фортепіанних концертів Брамса та п'яти концертів Бетховена, які він записав разом із Джорджем Селлом та Клівлендським оркестром. З Селлом він також записував концерти Моцарта, Гріга, Шумана, Франка та Рахманінова.
Він також відзначився як диригент та викладач протягом 60 років в Інституті Пібоді при Університеті Джона Гопкінса, Музичному інституті Кертіса та інших. Флейшер був нагородженим Центром Кеннеді в 2007 році та отримав багато інших відзнак.

## Життя та творчість
Концертував з 8 років, в 16 років виступив як соліст з Нью-Йоркським філармонічним оркестром.
Швидкий успіх Флейшера відбувся завдяки навчанню у відмінних американських педагогів. Він навчався у Леонардо Шура, Йогансена, Алтмана та Артура Шнабеля, в будинку якого на озері Комо (Швейцарія) десятирічний хлопчик провів близько року, а потім займався з ним і в Штатах. Шнабель сильно вплинув на молодого піаніста, що виявлялося навіть у деякому копіюванні стилю свого вчителя. Лише до 30 років Флейшер сформувався як самостійний артист.
У 1952 році Флейшер став першим лавреатом Конкурсу імені королеви Єлизавети серед піаністів. Однак подальшому розквіту його концертної кар'єри завадила торсіонна дистонія, через яку він практично втратив можливість користуватися правою рукою. 
Флейшер багато викладав в Консерваторії Пібоді і Кертісому інституті, в 1986—1997 роках був художнім керівником Тенглвудського музичного центру.
Він також пробував себе як диригент, деякий час був головним диригентом симфонічного оркестру Аннаполісу, працював з Балтиморським симфонічним оркестром. В репертуарі Флейшера-піаніста залишалися твори різних композиторів для лівої руки, в тому числі спеціально написаний для нього і Гері Графмана (страждав тим же захворюванням) Концерт для двох фортеп'яно з оркестром Вільяма Болкома, в якому обидві фортеп'янні партії призначені для виконання однієї рукою.
У 1990 роках завдяки новітнім досягненням медицини права рука Флейшера була вилікувана ін'єкціями ботокса, і в 2004 році був опублікований перший після 40-річної перерви запис гри Флейшера обома руками.